# Nesměň (Ločenice)
Nesměň (doudlebským nářečím Nesmeň) je vesnice, část obce Ločenice v okrese České Budějovice v Jihočeském kraji. Nachází se asi 2,5 kilometru jihovýchodně od Ločenice. Je zde evidováno 98 adres. V roce 2011 zde trvale žilo 149 obyvatel.
Nesměň leží v katastrálním území Nesměň u Ločenic o rozloze 6,3 km².

## Historie
První písemná zmínka o vesnici pochází z roku 1360.

## Obyvatelstvo
| Rok            | 1869 | 1880 | 1890 | 1900 | 1910 | 1921 | 1930 | 1950 | 1961 | 1970 | 1980 | 1991 | 2001 | 2011 | 2021 |
| -------------- | ---- | ---- | ---- | ---- | ---- | ---- | ---- | ---- | ---- | ---- | ---- | ---- | ---- | ---- | ---- |
| Počet obyvatel | 283  | 318  | 338  | 372  | 421  | 429  | 345  | 274  | 233  | 200  | 174  | 126  | 113  | 149  | 163  |
| Počet domů     | 54   | 60   | 62   | 65   | 70   | 73   | 79   | 85   | 77   | 72   | 63   | 78   | 81   | 85   | 90   |

## Obecní správa
Při sčítání lidu v letech 1850–1895 Nesměň byla osadou obce Chlum v okrese Budějovice. V letech 1895–1964 byla samostatnou obcí, se kterým patřila nejprve do okresu České Budějovice (v letech 1850–1910 Budějovice), ale v roce 1950 v okrese Trhové Sviny a od roku 1960 opět v okrese České Budějovice. Od 14. června 1964 je částí obce Ločenice v okrese České Budějovice.

## Pamětihodnosti
- Dvoje boží muka
- Usedlosti čp. 13 a 14 (památková ochrana byla zrušena v roce 2012)
- Vodojem
- návesní kaple

## Osobnosti
- Jiřina Houdková (1918–2003), česká knihovnice, bibliografka a učitelka

## Zajímavosti
V obci působí Centrum Nesměň, středisko alternativní spirituality, jogínské praxe, holotropního dýchání aj. V centru se konaly i návštěvy ze zahraničí s přednáškami různých duchovních učitelů.